# Hilbertraum-Tensorprodukt
Die im mathematischen Teilgebiet der Funktionalanalysis betrachtete Bildung von Hilbertraum-Tensorprodukten ist eine Methode, aus Hilberträumen neue Hilberträume zusammenzusetzen. Eine rein algebraische Bildung des Tensorproduktes reicht nicht aus, da man im Allgemeinen so keine vollständigen Räume erhält. Auch die in der Banachraumtheorie untersuchten injektiven und projektiven Tensorprodukte führen nicht zum gewünschten Ergebnis, da man auf diese Weise im Allgemeinen nicht zu Hilberträumen kommt, das heißt, die Normen sind nicht durch ein Skalarprodukt definiert.
Zwar sind Skalarprodukte auf {\displaystyle \mathbb {C} }-Hilberträumen nicht bilinear, sondern nur sesquilinear, aber dennoch sollte es möglich sein, diese auf algebraische Tensorprodukte von Hilberträumen fortzusetzen, denn Tensorprodukte sind ja gewissermaßen für bilineare Abbildungen gemacht.
Dann hätte man immerhin einen Prähilbertraum, den man nur noch vervollständigen müsste, um einen Hilbertraum zu erhalten. Genau dieses Vorgehen erweist sich als erfolgreich. Im Folgenden werden nur komplexe Hilberträume betrachtet, die für viele Anwendungen wichtiger sind. Die Konstruktion von Tensorprodukten reeller Räume verläuft ganz ähnlich und ist in manchen Details sogar einfacher.

## Definition
Es seien {\displaystyle H} und {\displaystyle K} zwei {\displaystyle \mathbb {C} }-Hilberträume. Die Skalarprodukte werden stets mit {\displaystyle \langle \cdot ,\cdot \rangle } bezeichnet, zur Präzisierung wird gegebenenfalls der Name des Hilbertraums als Index angefügt. Dann kann man zeigen:
Auf dem algebraischen Tensorprodukt {\displaystyle H\odot K} gibt es genau eine Sesquilinearform mit der Eigenschaft
{\displaystyle \langle x_{1}\otimes y_{1},x_{2}\otimes y_{2}\rangle _{H\otimes K}=\langle x_{1},x_{2}\rangle _{H}\cdot \langle y_{1},y_{2}\rangle _{K}}  für alle {\displaystyle x_{1},x_{2}\in H} und {\displaystyle y_{1},y_{2}\in K}.
Die Vervollständigung des Prähilbertraums {\displaystyle (H\odot K,\langle \cdot ,\cdot \rangle _{H\otimes K})} heißt das Hilbertraum-Tensorprodukt aus {\displaystyle H} und {\displaystyle K} und wird mit {\displaystyle H\otimes K} bezeichnet. Manche Autoren verwenden {\displaystyle H\otimes K} für das algebraische Tensorprodukt und schreiben dann {\displaystyle H\,{\overline {\otimes }}\,K} für die Vervollständigung, andere verwenden {\displaystyle H\otimes K} für beides und weisen auf mögliche Mehrdeutigkeiten hin oder verwenden für das algebraische Tensorprodukt eine andere Notation, wie in diesem Artikel geschehen.

## Eigenschaften
- Das Hilbertraum-Tensorprodukt lässt sich leicht mittels Induktion auf das Hilbertraum-Tensorprodukt endlich vieler Hilberträume {\displaystyle H_{1},\ldots ,H_{n}} ausdehnen, wobei {\displaystyle H_{1}\otimes \ldots \otimes H_{n}} als {\displaystyle (H_{1}\otimes \ldots \otimes H_{n-1})\otimes H_{n}} definiert wird.

- Für das Hilbertraum-Tensorprodukt gelten die üblichen Sätze über Kommutativität, Assoziativität und Distributivität, das heißt, man hat folgende isometrische Isomorphismen, wobei die {\displaystyle H_{i}} Hilberträume mit Elementen {\displaystyle x_{i}} seien:

{\displaystyle H_{1}\otimes H_{2}\cong H_{2}\otimes H_{1}} mit {\displaystyle x_{1}\otimes x_{2}\mapsto x_{2}\otimes x_{1}}
{\displaystyle H_{1}\otimes (H_{2}\otimes H_{3})\cong (H_{1}\otimes H_{2})\otimes H_{3}} mit {\displaystyle x_{1}\otimes (x_{2}\otimes x_{3})\mapsto (x_{1}\otimes x_{2})\otimes x_{3}}
{\displaystyle H_{1}\otimes (H_{2}\oplus H_{3})\cong (H_{1}\otimes H_{2})\oplus (H_{1}\otimes H_{3})} mit {\displaystyle x_{1}\otimes (x_{2}\oplus x_{3})\mapsto (x_{1}\otimes x_{2})\oplus (x_{1}\otimes x_{3})}
- Das Hilbertraum-Tensorprodukt hat die sogenannte Kreuznorm-Eigenschaft, das heißt, es gilt

{\displaystyle \|x\otimes y\|=\|x\|\cdot \|y\|} für alle Vektoren {\displaystyle x} und {\displaystyle y} aus den Hilberträumen.

## Konstruktion als lineare Operatoren
Für {\displaystyle x\in H} und {\displaystyle y\in K} kann das Tensorprodukt im Sinne des dyadischen Produkts als linearer Operator {\displaystyle x\otimes y\colon K\to H} aufgefasst werden. Die (algebraische) lineare Hülle dieser Operatoren ist die Algebra der Operatoren endlichen Ranges, dies folgt aus dem Satz von Fréchet-Riesz, auf dem diese Identifikation mit dem Tensorprodukt beruht. Das oben definierte Skalarprodukt induziert gerade die Hilbert-Schmidt-Norm und die Operatoren endlichen Ranges liegen bezüglich dieser Norm dicht in den Hilbert-Schmidt-Operatoren, die vollständig bezüglich dieser Norm sind. Das heißt, die oben durchgeführte Vervollständigung der Operatoren endlichen Ranges ergibt nichts anderes als den Raum der Hilbert-Schmidt-Opertoren von {\displaystyle K} nach {\displaystyle H}.

## Beispiele
- Seien {\displaystyle L^{2}(X_{1},\Sigma _{1},\mu _{1})} und {\displaystyle L^{2}(X_{2},\Sigma _{2},\mu _{2})} die L2-Räume zu {\displaystyle \sigma }-endlichen Maßräumen. Dann ist das Hilbertraum-Tensorprodukt isomorph zum {\displaystyle L^{2}}-Raum des Produktes der Maßräume, das heißt[1]

{\displaystyle L^{2}(X_{1},\Sigma _{1},\mu _{1})\otimes L^{2}(X_{2},\Sigma _{2},\mu _{2})\cong L^{2}(X_{1}\times X_{2},\Sigma _{1}\otimes \Sigma _{2},\mu _{1}\times \mu _{2})}
- Seien {\displaystyle I} und {\displaystyle J} zwei Mengen und {\displaystyle \ell ^{2}(I)} und {\displaystyle \ell ^{2}(J)} die zugehörigen Hilberträume mit Orthonormalbasen {\displaystyle (e_{i})_{i\in I}} bzw. {\displaystyle (e_{j})_{j\in J}}. Dann ist das Hilbertraum-Tensorprodukt isomorph zu {\displaystyle \ell ^{2}(I\times J)}, das heißt in Formeln[2]

{\displaystyle \ell ^{2}(I)\otimes \ell ^{2}(J)\cong \ell ^{2}(I\times J)}.
Dies ist der Fall, da die Hilbert-Schmidt-Operatoren gerade die Operatoren mit quadratsummablen Matrixkoeffizienten sind. Da nach dem Satz von Fischer-Riesz jeder Hilbertraum isomorph zu einem {\displaystyle \ell ^{2}(I)} mit geeignetem {\displaystyle I} ist, folgt für beliebige Hilberträume {\displaystyle H} und {\displaystyle K:}
{\displaystyle \mathrm {dim} (H\otimes K)\,=\,\mathrm {dim} (H)\cdot \mathrm {dim} (K)\,,}
wobei {\displaystyle \mathrm {dim} (H)} für die Hilbertraumdimension, d. h. die  Kardinalität jeder Orthonormalbasis von {\displaystyle H} steht.

## Tensorprodukte als orthogonale Summen
Es seien {\displaystyle H} und {\displaystyle K} Hilberträume und {\displaystyle (y_{j})_{j\in J}} sei eine Orthonormalbasis von {\displaystyle K}. Dann ist
{\displaystyle H\otimes y_{j}:=\{x\otimes y_{j};x\in H\}\subset H\otimes K}
ein zu {\displaystyle H} isometrisch isomorpher Unterraum, und es ist
{\displaystyle H\otimes K\cong \bigoplus _{j\in J}H\otimes y_{j}},
wobei die rechte Seite als orthogonale Summe zu lesen ist. Die Rollen von {\displaystyle H} und {\displaystyle K} kann man selbstverständlich vertauschen. In diesem Sinne ist ein Hilbertraum-Tensorprodukt nichts weiter als eine geeignete direkte Summe von Kopien eines der beiden Faktoren des Tensorproduktes.

## Operatoren auf Tensorprodukten
Stetige lineare Operatoren {\displaystyle A\in L(H)} und {\displaystyle B\in L(K)} auf Hilberträumen {\displaystyle H} und {\displaystyle K} lassen sich zum Tensorprodukt {\displaystyle A\otimes B} auf {\displaystyle H\otimes K} zusammensetzen. Genauer:
Das algebraische Tensorprodukt {\displaystyle A\odot B:H\odot K\rightarrow H\odot K} ist stetig bezüglich der Prähilbertraum-Norm und kann daher zu einem stetigen linearen Operator {\displaystyle A\otimes B\,\in \,L(H\otimes K)} fortgesetzt werden. Dabei gilt {\displaystyle \|A\otimes B\|=\|A\|\cdot \|B\|}, wobei links die Operatornorm von {\displaystyle L(H\otimes K)} steht.
Dies ist die wichtigste Motivation zur Einführung von Tensorprodukten für Hilberträume. Mittels dieser Operatoren {\displaystyle A\otimes B} kann man ein Tensorprodukt für Von-Neumann-Algebren definieren.

## Vergleich verschiedener Tensorprodukte
Wir betrachten Tensorprodukte von {\displaystyle \ell ^{2}} mit sich selbst. Jedes Element {\displaystyle \textstyle t=\sum _{i=1}^{n}x_{i}\otimes y_{i}} aus dem algebraischen Tensorprodukt gibt Anlass zu einem endlichdimensionalen Operator {\displaystyle \textstyle T_{t}\colon \ell ^{2}\rightarrow \ell ^{2},\,x\mapsto \sum _{i=1}^{n}\langle x,y_{i}\rangle x_{i}}, das heißt, das algebraische Tensorprodukt ist in natürlicher Weise in {\displaystyle L(\ell ^{2})} enthalten. Bezeichnen {\displaystyle \otimes _{\varepsilon }} und {\displaystyle \otimes _{\pi }} das injektive bzw. projektive Tensorprodukt, so erhält man:
- {\displaystyle \ell ^{2}\otimes _{\varepsilon }\ell ^{2}\,\cong } C*-Algebra der kompakten Operatoren mit der Operatornorm.
- {\displaystyle \ell ^{2}\otimes \ell ^{2}\cong } H*-Algebra der Hilbert-Schmidt-Operatoren mit der Hilbert-Schmidt-Norm. Im unten angegebenen Lehrbuch von R.V. Kadison und J. R. Ringrose steht die Verbindung des Hilbertraum-Tensorproduktes zu den Hilbert-Schmidt-Operatoren im Vordergrund.
- {\displaystyle \ell ^{2}\otimes _{\pi }\ell ^{2}\cong } Banach-*-Algebra der Spurklasseoperatoren mit der Spur als Norm.

Dies ist unter anderem im unten angegebenen Lehrbuch von R. Schatten zu finden.